# Ronit Elkabetz
Ronit Elkabetz (hebreu: רונית אלקבץ‎; 7 de novembre de 1964 - 19 d'abril de 2016) va ser una actriu, guionista i directora de cinema israeliana. Va treballar tant al cinema israelià com al cinema francès. Va guanyar tres Premis Ofir i va rebre un total de set nominacions.

## Biografia
Elkabetz va néixer a Beerxeba el 1964 en una família religiosa de jueus marroquins, originària d'Essaouira. Va créixer a Kiryat Yam. La seva mare parlava francès i àrab marroquí, però el seu pare va insistir a parlar només hebreu. Elkabetz era el més gran de quatre fills, amb tres germans menors. El seu germà petit Shlomi també es va convertir en directora, i van treballar junts en la trilogia Get — Ha'mishpat shel Vivian Amsalem.
Elkabetz mai va estudiar interpretació i va començar la seva carrera com a model. Va dividir el seu temps entre les seves cases de París i Tel-Aviv. Es va casar amb l'arquitecte Avner Yashar, fill del destacat arquitecte Yitzhak Yashar i de la cantant Rema Samsonov, el 25 de juny de 2010. L'any 2012 van tenir un fill i una filla bessons. Durant els seus darrers anys, va ser presidenta d'honor del moviment feminista mizrahim Ahoti – per les dones a Israel, i es va oferir voluntària en les activitats de l'organització, com ara la botiga de comerç just i les collides de roba.El 2015 va ser seleccionada per ser la presidenta del jurat de la secció de la Setmana Internacional de la Crítica del 68è Festival Internacional de Cinema de Canes.

## Carrera d'actuació i direcció

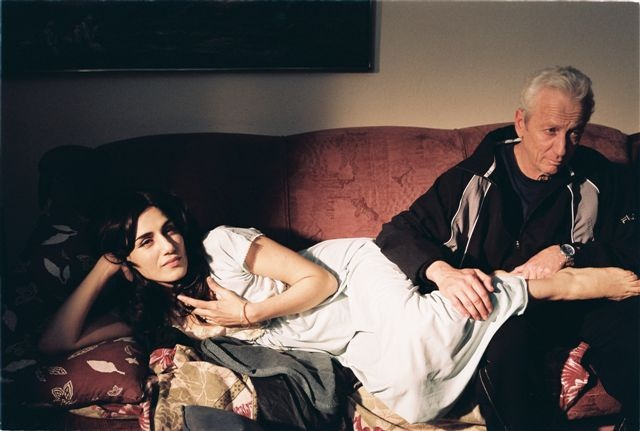
Elkabetz i Moni Moshonov a Jaffa (2009)

La primera aparició d'Elkabetz al cinema va ser a Hameyu'ad (1990), on va interpretar el paper protagonista al costat de Shuli Rand.
Tots dos van protagonitzar Eddie King de Gigi Dar el 1992. El 1994 va protagonitzar Sh'Chur , pel qual va guanyar el premi Acadèmia de Cinema Israelià (Ofir). El 1995 va escriure amb la seva parella, Haim Buzaglo, el guió de Scar, que també va protagonitzar, i per a la qual va aprendre francès. El 1996 va protagonitzar Milim d'Amos Gitai. El 1997 es va traslladar a París per estudiar al Théâtre du Soleil de Ariane Mnouchkine. Durant aquest període, es va mantenir com a cambrera. Va fer un espectacle per a una dona sobre la vida de la coreògrafa Martha Graham al Festival d'Avinyó.
L'any 2000 va protagonitzar la popular sèrie dramàtica israeliana Florentine. El seu personatge, Nicole, va fer història, compartint el primer petó lèsbic a la televisió israeliana amb la Shira (Ayelet Zurer).
El 2001 va protagonitzar la pel·lícula francesa Origine contrôlée, i va guanyar el seu segon Premi Ofir per Hatuna Meuheret. El 2003 va tornar a formar equip amb Gitai a Alila. El 2004 va ser nominada a un premi Ofir per Or (My Treasure), i va protagonitzar la sèrie dramàtica legal israeliana Franco i Spector.
El 2004 va escriure, va dirigir (amb el seu germà, Shlomi Elkabetz) i va protagonitzar la pel·lícula semi-autobiogràfica Ve'Lakhta Lehe Isha, per la qual va tornar a ser nominada a un Premi Ofir.
El 2006 també va protagonitzar la sèrie dramàtica israeliana Parshat HaShavua. El 2007 va protagonitzar La banda ens visita d’Eran Kolirin, per la qual va guanyar el seu tercer premi Ofir.
El 2008 ella i Shlomi van acabar la seva segona pel·lícula, Shiva, que va guanyar el premi Wolgin a la millor pel·lícula al Festival de Cinema de Jerusalem de 2008.
El 2009 va protagonitzar al costat de Catherine Deneuve a La Fille du RER d'André Téchiné. Els seus altres projectes francesos recents han inclòs Cendres et sang, Tête de turc,i Les mains libres. El 2010 va rebre una nominació al Premi Ofir a la millor actriu pel seu treball a Mabul. Recentment va ser el tema del documental de Nir Bergman A Stranger in Paris.
La seva pel·lícula de 2014 Get — Ha'mishpat shel Vivian Amsalem va ser seleccionada per ser projectada com a part de la secció Quinzena de Cineastes del 67è Festival Internacional de Cinema de Canes. Aquesta va ser l'última pel·lícula que Elkabetz va dirigir abans de la seva mort.

## Aclamació de la crítica
El crític de cinema israelià Uri Klein va escriure: "Els espectadors poden admirar a Ronit Elkabetz o retirar-se d'ella, o admirar i retrocedir al mateix temps. Ignorar-la no és una opció. El misteri i l'exotisme, l'amenaça i el perill s'han reunit finalment en un presència potent i control convincent".
El maig de 2010, Elkabetz va rebre el premi France Culture al Festival de Cinema de Canes, un premi atorgat als cineastes pel treball de qualitat i la implicació social. Els jutges la van descriure com una "dona plena de passió i eròtica, que fins i tot pot interpretar la reina d'Egipte".
Pascal Elbé director de Tête de turc va citar el seu entusiasme per repartir Elkabetz. "Vaig triar una actriu que em recordés aquelles grans estrelles italianes de la postguerra, com Anna Magnani."
El 2010, Elkabetz va rebre un premi a tota la seva trajectòria de l'Acadèmia de Cinema Israelià per la seva contribució al cinema israelià.

## Mort
Elkabetz va morir de càncer de pulmó a Tel-Aviv el 19 d'abril de 2016 a l'edat de 51 anys després d'una llarga lluita amb la malaltia. Està enterrada al cementiri de Kiryat Shaul.

## Crèdits en cinema i televisió
| Any       | Títol                                | Paper                              | Notes |
| --------- | ------------------------------------ | ---------------------------------- | --- |
| 1990      | Hameyu'ad                            | Oshra                              | |
| 1992      | Eddie King                           |                                    | |
| 1994      | Sh'Chur                              | Pnina                              | Premi Ofir :pel·lícula Candidata israeliana a l’Oscar Premi Ofir a la millor actriu secundària |
| 1995      | Tzalaket                             |                                    | |
| 1996      | Milim                                |                                    | Pel·lícula d’Amos Gitai |
| 1997      | Ben Gurion                           |                                    | Curtmetratge |
| 2000      | Florentine                           | Nicole                             | sèrie de televisió. 2 episodis |
| 2001      | Origine contrôlée                    | Sonia                              | US title: Made in France |
| 2001      | Hatuna Meuheret                      | Judith                             | Premi Ofir a la millor actriu Premi del BAFICI a la millor actriu Premi del Festival Internacional de Cinema de Tessalònica a la millor actriu                                                                                         |
| 2003      | Alila                                | Ronit                              | |
| 2003–2004 | Franco Ve'Spector                    | Dafna Spector                      | sèrie de televisió, 8 episodis |
| 2004      | Or (My Treasure)                     | Ruthie                             | Gran Premi del Festival Internacional de Cinema de Bratislava Premi especial de distinció del Festival Internacional de Cinema Contemporani de la Ciutat de Mèxic a la millor actriu Nominada—Premi Ofir a la millor actriu secundària |
| 2004      | Ve'Lakhta Lehe Isha                  | Director; Viviane                  | Premi de la Crítica del Festival de Cinema d'Hamburg Premi Mons International of Love Films a la millor actriu Premi del Públic del Festival de Cinema de Venècia i Premi Isvema Nominada—Premi Ofir a la millor actriu                |
| 2006–2009 | Parashat Ha-Shavua                   | Elia Ben-David                     | 25 episodis |
| 2007      | La banda ens visita                  | Dina                               | Premi Ofir a la millor actriu Premi Menció Especial del Festival Internacional de Cinema de Gant Premi del Festival de Cinema de Jerusalem a la Millor Actriu                                                                          |
| 2008      | Shiva                                | Director; Vivianne                 | Premi Wolgin a la millor pel·lícula israeliana Nominafs—Premi Ofir al millor director Nominated—Premi Ofir al millor guionista Nominada—Premi Ofir a la millor actriu                                                                  |
| 2008      | L'endroit idéal                      | Barbara                            | Curtmetratge |
| 2009      | Zion Ve Ahiv                         | Mare                               | |
| 2009      | La fille du RER                      | Judith                             | Pel·lícula d’André Téchiné |
| 2009      | Jaffa                                | Osnat 'Ossi' Wolf                  | |
| 2009      | Cendres et sang                      | Judith                             | |
| 2010      | Tête de turc                         | Sibel, la mare de Bora             | |
| 2010      | Les mains libres                     | Barbara                            | |
| 2010      | Mabul                                | Miri Roshko                        | Nominada—Premi Ofir a la millor actriu |
| 2011      | Lo Roim Alaich                       | Lily                               | |
| 2012      | Zarafa                               | Bouboulina (veu)                   | |
| 2014      | Get — Ha'mishpat shel Vivian Amsalem | Director; paper de Viviane Amsalem | Nominada—Premi Ofiral millor director Nominada—Premi Ofir al millor guionista Nominada—Premi Ofir a la millor actriu |
| 2016      | Trepalium                            | Nadia Passeron                     | sèrie de televisió francesa |
| 2021      | Black Notebooks - Viviane            | Ella mateixa                       | Documental sobre ella mateixa, dirigit pel seu germà Shlomi Elkabetz |
| 2021      | Black Notebooks - Ronit              | ella mateixa                       | Documental sobre ella mateixa, dirigit pel seu germà Shlomi Elkabetz |